# Ongjin (ort i Nordkorea)
Ongjin är en ort i Nordkorea.   Den ligger i provinsen Södra Hwanghae, i den sydvästra delen av landet, 130 km söder om huvudstaden Pyongyang. Ongjin ligger 19 meter över havet och antalet invånare är 64 247.
Terrängen runt Ongjin är kuperad åt nordväst, men åt sydost är den platt.  Det finns inga andra samhällen i närheten. 